# Brindle

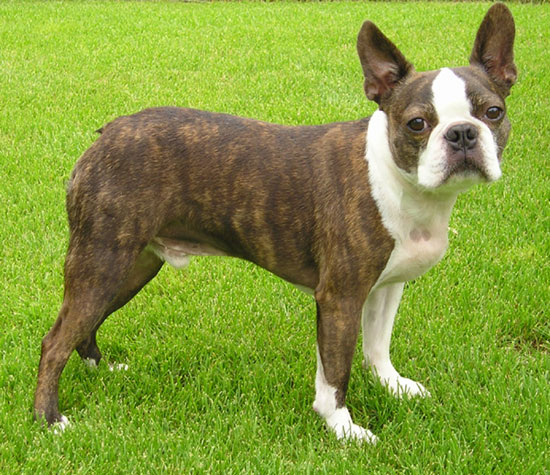
Brindlefärgen syns tydligt hos denna bostonterrier.

Brindle, även ibland kallad tigrerad, är en färg som förekommer hos djur, främst hos hundar, men även hos katter, hästdjur och kor. Brindle som är en randig eller marmorerad pälsfärg i två eller tre matchande toner syns ofta hos hundar, då speciellt hos vissa raser.
Hos vissa hundraser, som till exempel grand danois och boxer, kallas färgen för tigrerad.  
Hos hästar är däremot färgen väldigt ovanlig.  
Hos hästen finns två sorters brindle, en som är ärftlig och en som inte är det. Forskning har visat att brindlefärgen hos hästar beror på ett fenomen som kallas chimärism, vilket betyder att hästarna har två olika sorters DNA i kroppen som utvecklar blandning av de två färgerna i pälsen. 
Den första randiga hästen nämndes i skrift så sent som 1930 i en artikel om sydamerikanska criollohästar. Artikeln skrevs av Emilio Solanet, och publicerades i Journal of Heredity. J.A Lusis publicerade även han ett avsnitt i sin bok Genetica där han skrev om randiga mönster hos tama hästar. Han beskrev då en rysk vagnshäst som levde under 1800-talet och som fanns bevarad och uppstoppad på ett museum i Ryssland. 
En del kan förväxla vissa primitiva tecken hos hästar med brindlefärgen. Bland annat färgen black kan ge hästen zebratecken på benen, ett arv från de primitiva ättlingarna, som fungerade som kamouflage. Dessa finns dock bara på benen och eventuellt i ansiktet hos hästen medan Brindlefärgen är tydligt randig över hela kroppen. 

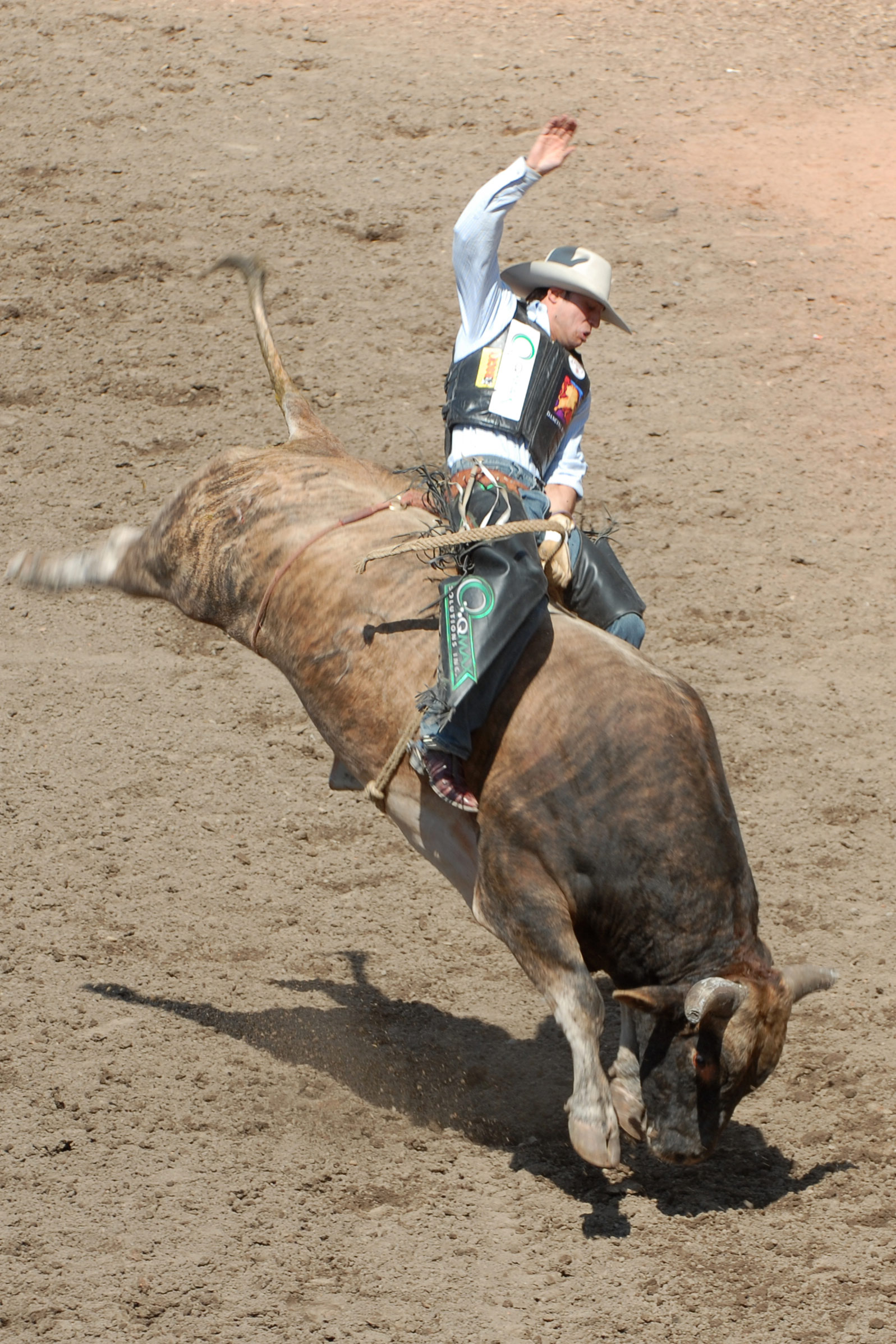
På denna rodeotjur syns brindlefärgen väl med både en mörk och en ljus nyans.